# Michael Chandler
Michael Chandler Jr. (Nashville, Tennessee; 24 de abril de 1986) es un artista marcial mixto estadounidense que actualmente compite en la categoría de peso ligero de UFC. Ha sido tres veces Campeón de Peso Ligero en Bellator MMA. Tiene notables victorias sobre los ex campeones de UFC Benson Henderson y Eddie Álvarez. Actualmente, Chandler se encuentra como el peso ligero #12 en los rankings oficiales de UFC.

## Primeros años
Chandler nació en High Ridge, Misuri. Es el segundo de cuatro hermanos, hijo de Michael Chandler Sr. y Betty Chandler. En la secundaria, Chandler terminó segundo en el Campeonato de escuelas secundarias del estado de Misuri y fue considerado el mejor luchador durante su etapa de secundaria siendo así seleccionado para ser parte del equipo All-St. Louis Team.
Luego de graduarse en 2004, Chandler entró a la Universidad de Misuri, donde se unió al equipo de wrestling. Chandler clasificó cuatro veces a la NCAA, consiguió 100 victorias en su carrera, además de obtener el quinto lugar en la División 1 de la NCAA, ganando los honores All-American de la NCAA. Chandler ganó el segundo lugar en los Campeonatos Big 12 de 2008 y 2009 y recibió ofertas automáticas para tres de los cuatro torneos de la NCAA en los que compitió. Compiló un récord de 31-15 contra oponentes de Big 12 y un récord de 100-40 en sus 4 años como principiante.

## Carrera en artes marciales mixtas
Una vez terminada su carrera en el wrestling, Chandler empezó a entrenar artes marciales mixtas en Xtreme Couture. Chandler descartó competir como amateur y en agosto de 2009 debutó como profesional con una victoria vía nocaut técnico sobre Kyle Swadley en la primera ronda.

### Strikeforce
Chandler debutó en Strikeforce el 20 de noviembre de 2009, en Strikeforce Challengers: Woodley vs. Bears, donde se enfrentó a Richard Bouphanouvong. Ganó la pelea vía nocaut técnico en la segunda ronda.
Su siguiente pelea en la promoción fue el 15 de mayo de 2010, en Strikeforce: Heavy Artillery, donde enfrentó a Sal Woods. Ganó la pelea por sumisión en menos de un minuto.

### Bellator MMA
Chandler hizo su debut en Bellator el 30 de septiembre de 2010, en Bellator 31. Enfrentó y venció a Scott Stapp por nocaut técnico en la primera ronda. La pelea se llevó a cabo en un peso de 165 libras, para que Chandler se probara en el peso ligero ya que todos sus combates anteriores habían ocurrido en peso wélter. 
En su siguiente combate, apareció en Bellator 32 contra Chris Page en peso wélter. En el primer minuto de la pelea, Chandler finalizó a Page por sumisión.
En febrero del 2011, Bellator anunció la participación de Chandler en la Cuarta Temporada del Torneo de Peso Ligero de Bellator. En la primera ronda, se enfrentó a Marcin Held, en Bellator 36. Chandler ganó el combate por sumisión técnica, luego de que Held cayera inconsciente ante un triángulo de brazo de Chandler. Esta victoria lo llevó a las semifinales.
Chandler enfrentó a Lloyd Woodard en Bellator 40, ganando el combate por decisión unánime y pasando a la final del torneo.
La final se llevó a cabo en Bellator 44, donde Chandler enfrentaría a Patricky Freire. Chandler utilizó sus habilidades de lucha, derribando a Freire repetidamente y dominando la pelea. Ganó por decisión unánime, obtuvo $100,000 y una pelea por el título contra Eddie Álvarez.

#### Campeón de peso ligero
Se esperaba que Chandler compitiera por el Campeonato de Peso Ligero de Bellator en Bellator 54. Sin embargo, Álvarez sufrió una lesión, lo cual forzó a que se pospusiera la pelea. Chandler vs. Álvarez fue reprogramada para el 19 de noviembre de 2011, en Bellator 58. Chandler salió agresivo en la primera y segunda ronda. En la tercera ronda, Álvarez conectó severos golpes sobre Chandler, aturdiéndolo. En la penúltima ronda, Chandler derribó de un golpe, tomó su espalda y encajó un mataleón que terminó la pelea.
Luego de ganar el título, Chandler se enfrentó a Akihiro Gono en Bellator 67, en una superpelea sin título en juego. Ganó la pelea por nocaut técnico en solo 56 segundos.
En su primera defensa del título, Chandler enfrentó al ganador de la Sexta Temporada del Torneo de Peso Ligero de Bellator y ex-judoca olímpico Rick Hawn, en Bellator 85. Ganó la pelea por sumisión en la segunda ronda.
Se esperaba que Chandler se enfrentara a Dave Jansen en su segunda defensa del título el 19 de junio de 2013 en Bellator 96. Sin embargo, 17 días antes del combate, se anunció que Jansen había sufrido una lesión y debía ser reemplazado, Chandler se enfrentó a David Rickels en Bellator 97. Chandler ganó la pelea por nocaut en 44 segundos de la primera ronda.

#### Perdida del título y regreso
Una revancha entre Chandler y Eddie Álvarez se llevó a cabo el 2 de noviembre de 2013, en el evento estelar de Bellator 106. Chandler perdió la pelea por decisión dividida, sumando su primera derrota en artes marciales mixtas y perdiendo el Campeonato de Peso Ligero de Bellator.
Una trilogía con Eddie Álvarez estaba programada para el 17 de mayo de 2014, en el evento estelar de Bellator 220. Sin embargo, una semana antes del combate, se anunció que Álvarez había sufrido una conmoción, lo que lo forzó a retirarse del evento. Will Brooks lo reemplazó y peleó con Chandler por el Campeonato Interino de Peso Ligero de Bellator. Chandler perdió el combate por decisión dividida. 
Con Álvarez dejando vacante el título al irse de la promoción, Chandler tuvo una revancha contra Will Brooks por el Campeonato de Peso Ligero de Bellator el 15 de noviembre de 2014 en Bellator 131. Perdió la pelea por TKO en la cuarta ronda.
Chandler enfrentó a Derek Campos en Bellator 138 el 19 de julio de 2015. Luego de un dominante comienzo de pie, ganó la pelea por sumisión en la primera ronda.
Chandler tuvo una segunda pelea con Dave Rickels el 6 de noviembre de 2015 en Bellator 145. Ganó la pelea por TKO en la segunda ronda.

#### Segundo reinado con el título
En mayo del 2016, el presidente de Bellator, Scott Coker anunció que habría un segundo combate entre Chandler y Patricky Freire en Bellator 157. El combate sería por el Campeonato vacante de Peso Ligero de Bellator, pues Will Brooks habría renunciado a éste cuando se marchó de la promoción. Chandler recuperó su título al ganar la pelea por nocaut en la primera ronda.
Chandler se enfrentó al ex-campeón de WEC y UFC Benson Henderson en su primera defensa titular, el 19 de noviembre de 2016 en Bellator 165. Ganó la reñida pelea por decisión dividida.
En su segunda defensa del título, Chandler enfrentó a Brent Primus el 24 de junio de 2017 en Bellator NYC. En la primera ronda, la pelea fue parada temporalmente para revisar el tobillo de Chandler. La pelea fue parada definitivamente y así perdiendo el Campeonato de Peso Ligero de Bellator.

#### Luego de perder el título
Luego de la derrota, Chandler se enfrentó a Goiti Yamauchi en Bellator 192 el 20 de enero de 2018, luego de casi un año de ausencia. Ganó la pelea por decisión unánime.
Una revancha por el título entre Primus y Chandler estaba programada para darse en Bellator 197 el 13 de abril de 2018. Sin embargo, Primus se retiró del combate por una lesión en la rodilla. Primus fue reemplazado por Brandon Girtz, sin título en juego. Chandler ganó por sumisión en la primera ronda.
A finales de junio de 2018, se reportó que el contrato de Chandler expiraría y éste se convertiría en agente libre. El 22 de agosto de 2018, se anunció que Chandler había firmado un nuevo contrato exclusivo con Bellator.

#### Tercer reinado con el título
La segunda pelea por el título entre Primus y Chandler se llevó a cabo el 14 de diciembre del 2018, en Bellator 212. Chandler dominó la mayoría de la pelea usando su lucha, para ganar la pelea por decisión unánime. Esta victoria le devolvió el Campeonato de Peso Ligero de Bellator.
En la primera defensa de su nuevo reinado titular, Chandler enfrentó a Patrício Freire en Bellator 221, el 11 de mayo de 2019. Perdió la pelea por nocaut técnico en la primera ronda, perdiendo por tercera vez su campeonato.

### Ultimate Fighting Championship
Tras su salida de Bellator, el 17 de septiembre de 2020, se anunció que Chandler había firmado un contrato con UFC y sirvió como respaldo para una pelea por el título entre Khabib Nurmagomedov y Justin Gaethje en UFC 254.
Chandler hizo su debut promociónal enfrentando a Dan Hooker, el 23 de enero de 2021, en el UFC 257. Ganó la pelea por nocaut en el primer asalto. Está pelea lo hizo merecedor de su primer premio a la Actuación de la Noche.
Chandler enfrentó a Charles Oliveira por el vacante Campeonato de Peso Ligero de UFC, luego del retiro del ex campeón Khabib Nurmagomedov, mientras encabezaba UFC 262 el 15 de mayo de 2021. Chandler perdió la pelea por nocaut técnico al comienzo del segundo asalto.
Después de su derrota ante Charles Oliveira, Michael Chandler se enfrentó a Justin Gaethje en UFC 268 el 6 de noviembre de 2021. Tras una muy feroz pelea durante 3 asaltos, Michael Chandler perdió el combate por decisión unánime. Está pelea lo hizo merecedor de su primer premio a la Pelea de la Noche y fue considerado como la mejor pelea del año 2021.
Chandler enfrentó a Tony Ferguson el 7 de mayo de 2022 en UFC 274. Ganó la pelea por nocaut al noquear a Ferguson con una patada frontal en el segundo asalto. Está pelea lo hizo merecedor de su segundo premio a la Actuación de la Noche
Chandler enfrentó al ex campeón interino de peso ligero de UFC Dustin Poirier el 12 de noviembre de 2022 en UFC 281. Perdió la pelea mediante sumisión en el tercer asalto. Esta pelea lo hizo merecedor de su segundo premio a la Pelea de la Noche
Chandler y Conor McGregor fueron entrenadores de The Ultimate Fighter 31  que comenzó a filmarse en febrero de 2023 y se transmitió por televisión de mayo a agosto de 2023. Esto culminó con la programación de Chandler para enfrentarse a Conor McGregor en una pelea de peso welter en UFC 303, el 29 de junio de 2024. Sin embargo, el 13 de junio de 2024, la UFC anunció oficialmente la cancelación de la pelea debido a una lesión de McGregor.

## Campeonatos y logros
- Ultimate Fighting Championship
  - Actuación de la Noche (dos veces) vs. Dan Hooker, y Tony Ferguson[36][44]
    - UFC Honores 2021 Debut del Año vs. Dan Hooker[51]

  - Pelea de la Noche (dos veces) vs. Justin Gaethje, y Dustin Poirier[41][47]
    - UFC Honores 2021 Pelea del Año vs. Justin Gaethje[52][51]
    - UFC.com 2021 Pelea del Año vs. Justin Gaethje[53]

  - Premios semestrales 2021: Mejor debutante del 1HY[54]
- Bellator Fighting Championships
  - Campeonato de Peso Ligero de Bellator (tres veces)
  - Ganador de la Cuarta Temporada de Peso Ligero de Bellator
  - Más finalizaciones en la historia de Bellator (11)
  - Más reinados con el título (3)
  - Más peleas en la historia de Bellator (10)
- MMAJunkie
  - Nocaut del Mes vs. Patricky Freire el 24 de junio[55]
- Sherdog
  - Peleador que más mejore en el 2011
- Yahoo! Sports
  - Pelea del Año (2011) vs. Eddie Álvarez el 19 de noviembre

## Récord en artes marciales mixtas
| Récord profesional | Récord profesional | Récord profesional |
| 33 peleas          | 23 victorias       | 10 derrotas        |
| ------------------ | ------------------ | ------------------ |
| Nocaut             | 11                 | 5                  |
| Sumisión           | 7                  | 1                  |
| Decisión           | 5                  | 4                  |

| Resultado: | Récord | Oponente              | Método                                | Evento                                     | Fecha                    | Ronda | Tiempo | Localización                | Notas                                                  |
| ---------- | ------ | --------------------- | ------------------------------------- | ------------------------------------------ | ------------------------ | ----- | ------ | --------------------------- | ------------------------------------------------------ |
| Derrota    | 23–10  | Paddy Pimblett        | TKO (golpes)                          | UFC 314                                    | 12 de abril de 2025      | 3     | 3:07   | Miami                       |                                                        |
| Derrota    | 23–9   | Charles Oliveira      | Decisión (unánime)                    | UFC 309                                    | 17 de noviembre de 2024  | 5     | 5:00   | Nueva York                  | Pelea de la Noche.                                     |
| Derrota    | 23–8   | Dustin Poirier        | Sumisión (rear-naked choke)           | UFC 281                                    | 12 de noviembre de 2022  | 3     | 2:00   | Nueva York                  | Pelea de la noche.                                     |
| Victoria   | 23–7   | Tony Ferguson         | KO (patada frontal)                   | UFC 274                                    | 7 de mayo de 2022        | 2     | 0:17   | Phoenix, Arizona            | Actuación de la Noche.                                 |
| Derrota    | 22–7   | Justin Gaethje        | Decisión (unánime)                    | UFC 268                                    | 6 de noviembre de 2021   | 3     | 5:00   | Nueva York                  | Pelea de la Noche. Pelea del año (2021)                |
| Derrota    | 22–6   | Charles Oliveira      | TKO (golpes)                          | UFC 262                                    | 15 de mayo de 2021       | 2     | 0:19   | Houston, Texas              | Por el Campeonato de Peso Ligero de UFC.               |
| Victoria   | 22–5   | Dan Hooker            | TKO (golpes)                          | UFC 257                                    | 24 de enero de 2021      | 1     | 2:30   | Abu Dabi                    | Debut en UFC; Actuación de la Noche.                   |
| Victoria   | 21–5   | Benson Henderson      | KO (golpes)                           | Bellator 243                               | 7 de agosto de 2020      | 1     | 2:09   | Uncasville, Connecticut     |                                                        |
| Victoria   | 20–5   | Sidney Outlaw         | KO (golpes)                           | Bellator 237                               | 29 de diciembre de 2019  | 1     | 2:59   | Saitama                     |                                                        |
| Derrota    | 19–5   | Patrício Freire       | TKO (golpes)                          | Bellator 221                               | 11 de mayo de 2019       | 1     | 1:01   | Rosemont, Illinois          | Perdió el Campeonato de Peso Ligero de Bellator.       |
| Victoria   | 19–4   | Brent Primus          | Decisión (unánime)                    | Bellator 212                               | 14 de diciembre de 2018  | 5     | 5:00   | Honolulu, Hawái             | Ganó el Campeonato de Peso Ligero de Bellator.         |
| Victoria   | 18–4   | Brandon Girtz         | Sumisión técnica (arm-triangle choke) | Bellator 197                               | 13 de abril de 2018      | 1     | 4:00   | St. Charles, Misuri         |                                                        |
| Victoria   | 17–4   | Goiti Yamauchi        | Decisión (unánime)                    | Bellator 192                               | 20 de enero de 2018      | 3     | 5:00   | Inglewood, California       |                                                        |
| Derrota    | 16–4   | Brent Primus          | TKO (parada médica)                   | Bellator NYC                               | 24 de junio de 2017      | 1     | 2:22   | Nueva York, Nueva York      | Perdió el Campeonato de Peso Ligero de Bellator.       |
| Victoria   | 16–3   | Benson Henderson      | Decisión (dividida)                   | Bellator 165                               | 19 de noviembre de 2016  | 5     | 5:00   | San José, California        | Defendió el Campeonato de Peso Ligero de Bellator.     |
| Victoria   | 15–3   | Patricky Freire       | KO (golpe)                            | Bellator 157: Dynamite 2                   | 24 de junio de 2016      | 1     | 2:14   | San Luis, Misuri            | Ganó el Campeonato vacante de Peso Ligero de Bellator. |
| Victoria   | 14–3   | David Rickels         | TKO (golpes)                          | Bellator 145                               | 6 de noviembre de 2015   | 2     | 3:05   | San Luis, Misuri            |                                                        |
| Victoria   | 13–3   | Derek Campos          | Sumisión (rear-naked choke)           | Bellator 138                               | 19 de junio de 2015      | 1     | 2:17   | San Luis, Misuri            |                                                        |
| Derrota    | 12–3   | Will Brooks           | TKO (golpes)                          | Bellator 131                               | 15 de noviembre de 2014  | 4     | 3:48   | San Diego, California       | Por el Campeonato vacante de Peso Ligero de Bellator.  |
| Derrota    | 12–2   | Will Brooks           | Decisión (dividida)                   | Bellator 120                               | 17 de mayo de 2014       | 5     | 5:00   | Southaven, Misisipi         | Por el Campeonato Interino de Peso Ligero de Bellator. |
| Derrota    | 12–1   | Eddie Álvarez         | Decisión (dividida)                   | Bellator 106                               | 2 de noviembre de 2013   | 5     | 5:00   | Long Beach, California      | Perdió el Campeonato de Peso Ligero de Bellator.       |
| Victoria   | 12–0   | David Rickels         | KO (golpes)                           | Bellator 97                                | 31 de julio de 2013      | 1     | 0:44   | Río Rancho, Nuevo México    | Defendió el Campeonato de Peso Ligero de Bellator.     |
| Victoria   | 11–0   | Rick Hawn             | Sumisión (rear-naked choke)           | Bellator 85                                | 17 de enero de 2013      | 2     | 3:07   | Irvine, California          | Defendió el Campeonato de Peso Ligero de Bellator.     |
| Victoria   | 10–0   | Akihiro Gono          | TKO (golpes)                          | Bellator 67                                | 4 de mayo de 2012        | 1     | 0:56   | Rama, Ontario               | Pelea no titular.                                      |
| Victoria   | 9–0    | Eddie Álvarez         | Sumisión (rear-naked choke)           | Bellator 58                                | 19 de noviembre de 2011  | 4     | 3:06   | Hollywood, Florida          | Ganó el Campeonato de Peso Ligero de Bellator.         |
| Victoria   | 8–0    | Patricio Freire       | Decisión (unánime)                    | Bellator 44                                | 14 de mayo de 2011       | 3     | 5:00   | Atlantic City, Nueva Jersey |                                                        |
| Victoria   | 7–0    | Lloyd Woodard         | Decisión (unánime)                    | Bellator 40                                | 9 de abril de 2011       | 3     | 5:00   | Newkirk, Oklahoma           |                                                        |
| Victoria   | 6–0    | Marcin Held           | Sumisión técnica (arm-triangle choke) | Bellator 36                                | 12 de marzo de 2011      | 1     | 3:56   | Shreveport, Luisiana        |                                                        |
| Victoria   | 5–0    | Chris Page            | Sumisión (standing guillotine choke)  | Bellator 32                                | 14 de octubre de 2010    | 1     | 0:57   | Kansas City, Misuri         |                                                        |
| Victoria   | 4–0    | Scott Stapp           | TKO (golpes)                          | Bellator 31                                | 30 de septiembre de 2010 | 1     | 1:57   | Lake Charles, Luisiana      |                                                        |
| Victoria   | 3–0    | Sal Woods             | Sumisión (rear-naked choke)           | Strikeforce: Heavy Artillery               | 15 de mayo de 2010       | 1     | 0:59   | San. Louis, Misuri          |                                                        |
| Victoria   | 2–0    | Richard Bouphanouvong | TKO (golpes)                          | Strikeforce Challengers: Woodley vs. Bears | 20 de noviembre de 2009  | 2     | 2:07   | Kansas City, Kansas         |                                                        |
| Victoria   | 1–0    | Kyle Swadley          | TKO (golpes)                          | First Blood OFC                            | 8 de agosto de 2009      | 1     | 3:30   | Lake Ozark, Misuri          |                                                        |

## Peleas en Pay-per-view
| N.º            | Evento         | Pelea                 | Fecha              | Sede           | Ciudad                         | Compras de PPV |
| -------------- | -------------- | --------------------- | ------------------ | -------------- | ------------------------------ | -------------- |
| 1.             | UFC 262        | Oliveira vs. Chandler | 15 de mayo de 2021 | Toyota Center  | Houston, Texas, Estados Unidos | 300,000        |
| Ventas totales | Ventas totales | Ventas totales        | Ventas totales     | Ventas totales | Ventas totales                 | 300,000        |